# Colonne de Meisenthal
La Colonne de Meisenthal se situe dans la commune de Meisenthal et le département de la Moselle.

## Localisation
La Colonne se situe au sud du ban communal de Meisenthal. La propriété située à une quarantaine de mètres du monument est son ancienne maison forestière.

## Histoire
La Colonne est élevée à l'époque napoléonienne au lieu-dit Zoll, (« douane ») ou carrefour de la Colonne pour marquer la frontière entre la Lorraine et l'Alsace. La base du monument, partiellement détruite en décembre 1944 par faits de guerre, daterait encore de l'époque gallo-romaine.